# Georges Marion
Georges Marion (* um 1910; † nach 1979) war ein französischer Jazz- und Unterhaltungsmusiker (Schlagzeug, auch Komposition).
Marion spielte ab 1932 in der Pariser Musikszene im Orchester von Lud Gluskin. In der Nachkriegszeit war er als Schlagzeuger in kleineren Ensembles tätig wie denen von Willy Keth und Jacques Diéval, zu hören auf dessen Aufnahmen bei Blue Star und Le Chant du Monde. Außerdem wirkte er bei Aufnahmen von Sarane Ferret et son Orchestre (mit Roger Grasset) mit. Im Bereich des Jazz war er laut Tom Lord zwischen 1956 und 1969 an 15 Aufnahmesessions beteiligt. Laut Georges Paczynski galt er im Zeitraum zwischen 1945 und 1950 als sehr beschäftigter Musiker.